# Saint-Malon-sur-Mel
Saint-Malon-sur-Mel är en kommun i departementet Ille-et-Vilaine i regionen Bretagne i nordvästra Frankrike. Kommunen ligger i kantonen Saint-Méen-le-Grand som tillhör arrondissementet Rennes. År 2022 hade Saint-Malon-sur-Mel 613 invånare.

## Befolkningsutveckling
Antalet invånare i kommunen Saint-Malon-sur-Mel
Referens:INSEE